# Gołosze (powiat grójecki)
Gołosze – wieś sołecka w Polsce położona w województwie mazowieckim, w powiecie grójeckim, w gminie Błędów.
Wieś szlachecka położona była w drugiej połowie XVI wieku w powiecie bielskim ziemi rawskiej województwa rawskiego.
W latach 1954–1959 wieś należała i była siedzibą władz gromady Gołosze, po jej zniesieniu w gromadzie Błędów. W latach 1975–1998 miejscowość administracyjnie należała do województwa radomskiego.